# ファイティングポーズはダテじゃない!
「ファイティングポーズはダテじゃない!」は、Berryz工房の2枚目のシングル。2004年4月28日にアップフロントワークス（PICCOLO TOWNレーベル）から発売された。

## 概要
Berryz工房3ヵ月連続リリースシングルの第2弾として発表。2004年5月12日には表題曲を収録したシングルV（DVD-Video：PKBP-5017）もリリースされた。
つんくは表題曲のテーマを“プチ夏”としている。
東日本放送『突撃!ナマイキTV』の1コーナーだった「みわのMama*coco」で本曲がテーマ曲に使用されていた。2005年3月31日の同番組にBerryz工房がゲスト出演した際、当コーナーのリポーターだった菅原美話の実娘である岩田華怜（当時6歳）が、本番前の楽屋にいたメンバーの目の前で本曲を歌った。また生出演終了後に退場した際、同番組のレギュラーである横須賀まな美がメンバーの隅に隠れていたというサプライズも起こっている。

## 収録曲
全作詞・作曲：つんく　編曲：高橋諭一
1. ファイティングポーズはダテじゃない! [3:29]
2. 夏わかめ [3:46]
3. ファイティングポーズはダテじゃない!（Instrumental) [3:29]

## 参加ミュージシャン
ファイティングポーズはダテじゃない!
- 全ての楽器&コーラス：高橋諭一
- コーラス：Berryz工房・竹内浩明・つんく

夏わかめ
- 全ての楽器：高橋諭一
- コーラス：竹内浩明